# 凱蒂·費瑟史東
凱蒂·黛安娜·費瑟史東（英語：Katie Dianne Featherston，1982年10月20日—），生於美國德克萨斯州阿靈頓，為美國女演員。她因拍《鬼入鏡系列》而出名。2007年憑藉電影靈動：鬼影實錄獲得尖叫恐怖电影节最佳女主角獎。

## 生平
費瑟史東出生於德克薩斯州。她曾就讀於德克薩斯州阿靈頓的鮑伊高中，並參加了許多戲劇活動。她在南衛理公會大學上大學，在那裡學習表演。她於2005年畢業於美術學士學位，之後移居洛杉磯。
她最出名的是在電影靈動：鬼影實錄（Paranormal Activity）中描繪凱蒂（Katie），這部電影於2007年製作並於2009年在美國發行，她在電影續集中扮演同樣的角色，包括分拆靈動：鬼影實錄（Paranormal Activity）：標記的人，她在那裡做了一個客串。